# Argentinische Fußballnationalmannschaft (U-20-Frauen)
Die argentinische U-20-Fußballnationalmannschaft der Frauen repräsentiert Argentinien im internationalen Frauenfußball. Die Nationalmannschaft untersteht der Asociación del Fútbol Argentino und wird von Christian Meloni gemeinsam mit der Ex-Nationalspielerin Florencia Quiñones trainiert. Der Spitzname der Mannschaft ist Las Chicas.
Die Mannschaft tritt bei der Südamerika-Meisterschaft und der U-20-Weltmeisterschaft für Argentinien an. Hinter dem ungeschlagenen Rekordsieger Brasilien zählte das Team vor allem in den 2000er-Jahren zu den erfolgreichsten U-20-Nationalmannschaften in Südamerika und belegte bei der Südamerika-Meisterschaft dreimal den zweiten Platz (zuletzt 2012). In den Jahren 2006, 2008 und 2012 qualifizierte sich die argentinische U-20-Auswahl zudem für die U-20-Weltmeisterschaft, kam dort jedoch nie über die Gruppenphase hinaus.

## Turnierbilanz

### Weltmeisterschaft
| Jahr   | Gastgeber       | Platzierung        |
| ------ | --------------- | ------------------ |
| 2002   | Kanada          | nicht qualifiziert |
| 2004   | Thailand        | nicht qualifiziert |
| 2006   | Russland        | Gruppenphase       |
| 2008   | Chile           | Gruppenphase       |
| 2010   | Deutschland     | nicht qualifiziert |
| 2012   | Japan           | Gruppenphase       |
| 2014   | Kanada          | nicht qualifiziert |
| 2016   | Papua-Neuguinea | nicht qualifiziert |
| 2018   | Frankreich      | nicht qualifiziert |
| 2020 1 | Costa Rica 1    | – 1                |
| 2022   | Costa Rica      | nicht qualifiziert |
| 2024   | Kolumbien       | Achtelfinale       |

### Südamerika-Meisterschaft
| Jahr   | Gastgeber     | Platzierung  |
| ------ | ------------- | ------------ |
| 2004   | Brasilien     | Gruppenphase |
| 2006   | Chile         | 2. Platz     |
| 2008   | Brasilien     | 2. Platz     |
| 2010   | Kolumbien     | Gruppenphase |
| 2012   | Brasilien     | 2. Platz     |
| 2014   | Uruguay       | Gruppenphase |
| 2015   | Brasilien     | Halbfinale   |
| 2018   | Ecuador       | Gruppenphase |
| 2020 2 | Argentinien 2 | – 2          |
| 2022   | Chile         | Gruppenphase |
| 2024   | Ecuador       | 4. Platz     |